# Scattering di neutroni
Lo scattering di neutroni è un particolare processo di scattering in cui un fascio di neutroni interagisce con la materia. L'analisi dei neutroni dopo l'interazione permette di ricavare informazioni sul materiale in questione. Insieme allo scattering tramite raggi X, è fondamentale per accedere allo spazio momento-energia nella regione fra 0.1 e 100 nm-1 e fra 0.1 meV e 100 meV permettendo molte applicazioni in tutte le tecnologie legate alla materia soffice (i vetri, i polimeri, i sistemi colloidali, i liquidi ed anche la materia biologica).
In particolare, lo scattering elastico di neutroni è utilizzato in cristallografia per la determinazione della struttura cristallina; inoltre, nella fisica dello stato solido, questa tecnica è utilizzata per l'analisi delle proprietà dei fononi e delle proprietà magnetiche. 
I neutroni interagiscono con i nuclei attraverso le forze nucleari; questa interazione viene descritta con lo pseudo-potenziale di Fermi:
{\displaystyle V(\mathbf {r} ,\mathbf {R_{0}} )={\frac {2\pi \hbar ^{2}}{M}}b\delta (\mathbf {r} -\mathbf {R_{0}} )}
dove {\displaystyle \mathbf {r} } è la posizione del neutrone, {\displaystyle \mathbf {R_{0}} } la posizione del nucleo, {\displaystyle M} la massa del neutrone, e {\displaystyle b} è un parametro empirico detto lunghezza di scattering.
Inoltre, poiché i neutroni sono dotati di momento di dipolo magnetico interagiscono anche tramite la forza elettromagnetica.